# Isarachnanthus maderensis
Isarachnanthus maderensis is een Cerianthariasoort uit de familie van de Arachnactidae. De wetenschappelijke naam van de soort is voor het eerst geldig gepubliceerd in 1861 door Johnson.